# Samsung Galaxy A20s
El Samsung Galaxy A20s es un teléfono inteligente de nivel de entrada desarrollado por Samsung Electronics anunciado el 23 de septiembre de 2019 y lanzado al público en general el 5 de octubre de 2019. Fue discontinuado el 16 de enero de 2023.[cita requerida]

## Especificaciones

### Hardware
- Conjunto de chips - Snapdragon 450
- Velocidad de reloj: ocho núcleos a 1,80 GHz
- Núcleos - Octa-Core
- GPU-adreno 506

Memoria
- Tamaños de RAM/ROM: 3 GB de RAM con 32 GB de ROM o 4 GB de RAM con 64 GB de ROM
- Compatibilidad con memoria externa - Sí
- Soporte máximo de memoria externa: 512 GB

### Red
El Samsung Galaxy A20s es compatible con redes 2G, 3G y 4G. Es compatible con Wi-Fi, Wi-Fi Direct, Bluetooth y Tethering móvil. También admite una velocidad de descarga de hasta 150 Megabits por segundo y una velocidad de carga de hasta 50 Megabits por segundo cuando se conecta a una red Long Term Evolution (LTE). El teléfono inteligente tiene una velocidad de descarga de 42,2 Megabits por segundo y una velocidad de carga de 5,76 Megabits por segundo cuando está conectado a 3G. Tiene Bluetooth versión 4.2 y Wi-Fi 802.11 2.4 GHz b/g/n.

### Plataforma
El sistema en un chip del Samsung Galaxy A20s es un chipset Qualcomm Snapdragon 450 de 14 nanómetros, que incluye la unidad de procesamiento de gráficos Adreno 506.

### Pantalla
El Samsung Galaxy A20s tiene una pantalla TFT capacitiva IPS LCD. Tiene una pantalla de alta definición de 6,5 pulgadas y una relación cinematográfica (19,5:9) y una relación pantalla-cuerpo del 82 %. Tiene una densidad de píxeles de 264 PPI.

### Memoria
El Samsung Galaxy A20s viene con 3 GB o 4 GB de RAM LPDDR3. La versión de 3 GB de RAM tiene 32 GB de almacenamiento en ROM, mientras que la versión de 4 GB de RAM tiene 64 GB de almacenamiento en ROM. Tienen un tipo de almacenamiento de eMMC versión 5.1. El almacenamiento ROM se puede expandir hasta 512 GB como memoria externa usando una tarjeta microSD (y el teléfono inteligente admite la velocidad UHS-I).

### Cámara
El Samsung Galaxy A20s tiene tres cámaras traseras. La cámara ancha es de 13 megapíxeles, la cámara ultraancha es de 8 megapíxeles y la cámara de profundidad es de 5 megapíxeles. La cámara frontal también es una cámara ancha de 8.0 megapíxeles.

### Batería
El Samsung Galaxy A20s incluye una batería de 4000 mAh y admite carga rápida de 15W.

### Software
El Samsung Galaxy A20s viene preinstalado con Android 9 Pie y One UI core versión 1.0 y se puede actualizar a Android 11 con One UI core versión 3.1.